# Herb gminy Rehling
Herb Rehling – herb gminy Rehling ustanowiony w 1967 przez radę gminy. Nawiązuje do historii lokalnej wykorzystując elementy herbów rodów szlacheckich von Rehlingen (pierwszych właścicieli) i von Schaezler (ostatnich właścicieli), które znacząco przyczyniły się do rozwoju terenów obecnej gminy.

## Opis
Herb przedstawia w srebrnym polu błękitny mur przed którym stoją dwa srebrne szczyty. Nad murem znajdują się dwie heraldyczne róże.

## Symbolika
Mur obronny symbolizuje historyczny charakter wojskowy gminy i działający w niej garnizon (na zamku Scherneck). Jego kolor nawiązuje do kolorów tarczy heraldycznych rodów Rehlingen i Schaezler. Dwa srebrne szczyty zostały zapożyczone z herbu von Rehlingen, natomiast róże zostały zastąpione czerwonymi różami z herbu von Schaezler.